# Dresdner Künstlerstreit
Der Dresdner Künstlerstreit war eine Kontroverse auf dem Hintergrund einer Spaltung der Künstlerschaft in konservative und reformfreudige Kräfte hinsichtlich der Entwicklung der deutschen Malerei und des Kunstgewerbes zu Beginn des 20. Jahrhunderts. Die Kontroverse fand ihren Höhepunkt zwischen 1907 und 1909 als öffentlich ausgetragener Streit um die angebliche Bevorzugung von Angehörigen der Künstlervereinigung Zunft bei der Vergabe von Bauaufträgen der öffentlichen Hand.

## Vorgeschichte
Bereits 1893 kam es mit der Freien Vereinigung Dresdner Künstler und dem 1894 nachfolgenden Verein bildender Künstler Dresden um Gotthardt Kuehl, Carl Bantzer und Otto Gussmann zu einer ersten Spaltung der Künstlerschaft und des Publikums in einerseits Verteidiger eines konservativ geprägten, akademischen Malstils mit einer traditionell geprägten Historien-, Landschafts- und Porträtmalerei und andererseits Anhänger neuer Strömungen wie der Freilichtmalerei, des Impressionismus und des Jugendstils. Zahlreiche Künstler der traditionell eingestellten Dresdner Kunstgenossenschaft traten zu diesen neuen Künstlervereinigungen über.
Nach der Jahrhundertwende und im Zuge der Teilnahme von sächsischen Künstlern an der Weltausstellung 1904 in St. Louis sowie den Vorbereitungen zur Dritten Deutschen Kunstgewerbeausstellung Dresden 1906 kam es mit den Künstlervereinigungen Die Elbier, Brücke, Die Zunft, die Mappe und dem Ausstellerverband Dresden-Trachau zu weiteren Neugründungen von Künstlergruppen in Dresden. Erneut wanderten zahlreiche Mitglieder der Dresdner Kunstgenossenschaft zu diesen neuen Vereinigungen ab.
Ebenfalls um die Jahrhundertwende entstanden in Dresden reformorientierte kunstgewerbliche Werkstätten wie die Dresdner Werkstätten für Handwerkskunst von Karl Schmidt-Hellerau und die Werkstätten für deutschen Hausrat von Theophil Müller in Dresden-Striesen. Von 1901 bis 1908 entstand der von William Lossow und Hermann Viehweger gestaltete Neubau der Dresdner Akademie für Kunstgewerbe. An der Kunstgewerbeschule unterrichteten reformorientierte Lehrkräfte wie Karl Groß, Erich Kleinhempel und Oskar Seyffert. Dresden avancierte in dieser Zeit zu einem der wichtigsten Zentren für fortschrittliche Maler und Kunsthandwerker.
Parallel dazu wuchs der Einfluss der reformorientierten Kräfte auf die städtischen Behörden. 1904 wurde in Dresden Hans Erlwein zum Stadtbaurat berufen. Erlwein war zusammen mit Karl Groß Begründer der Künstlervereinigung Die Zunft.
Diese Entwicklungen stellten für die konservativen Vertreter in künstlerischer und ökonomischer Hinsicht eine Bedrohung dar. Sie äußerten öffentlich Kritik an den neuen Künstlervereinigungen. Insbesondere Die Zunft, mit dem Vorsitzenden und Stadtbaurat Hans Erlwein, geriet ins Kreuzfeuer der Kritik.

## Dresdner Künstlerstreit
Im Jahr 1908 eskalierte der Streit als neunzehn Dresdner Künstler unter der Federführung von Richard Daniel Fabricius, vor allem bekannt durch sein Werk des Ballwerfers vor dem Hygiene-Museum, gegen das städtische Hochbauamt und Hans Erlwein als Stadtbaurat eine Beschwerde einlegten. An der Einsprache beteiligten sich u. a. auch die ehemaligen Zunft-Mitglieder Richard Guhr und Josef Goller, sowie Erich Hösel, Georg Müller-Breslau und August Schreitmüller. Die Gruppe signierte die Beschwerde unter der Bezeichnung „alteingesessene Dresdner Künstler“.  Sie verlangten, dass öffentliche Aufträge durch Konkurrenzausschreibungen in unparteiischer Weise, ohne Rücksicht auf die Zugehörigkeit zur Künstlervereinigung Die Zunft, vergeben werden sollten. Die Beschwerde wurde von der Stadtverwaltung nach einer persönlichen Antwort aus formalen Gründen abgewiesen, da die Beschwerde von den Beschwerdeführern um Rechtsanwalt Giese parallel auch im Dresdner Anzeiger veröffentlicht wurde.
Rückblickend ist festzuhalten, dass Erlweins Entscheidungen nie zur Erlangung von persönlichen Vorteilen dienten, sondern immer von inhaltlichen Beweggründen geleitet waren. Erlwein suchte mit seiner reformorientierten Vorstellung von „Zweckmäßigkeit, Klarheit, Schlichtheit, Gliederung des Aufbaus und der Einordnung in die Umgebung“ nur die beste Bauqualität für Dresden zuzulassen.
Erlwein gab danach den Vereinsvorsitz der Zunft ab, um den weiterhin unterschwellig gärenden Künstlerstreit nicht weiter eskalieren zu lassen. Außerdem bildete sich aus den Reihen der Zunft, der ehemaligen Elbier, der Gilde und einer Anzahl außenstehender Künstler am 6. November 1909 unter dem Vorsitz von Georg Wrba die Künstlervereinigung Dresden. Mit diesem Zusammenschluss wurde die Dresdner Reformbewegung auf eine noch breitere Basis gestellt und die Zunft entzog ihren konservativ eingestellten Widersachern die Angriffsfläche, indem sie zumindest nach außen hin als Künstlervereinigung Dresden auftrat.